# Castellu di Cuntorba

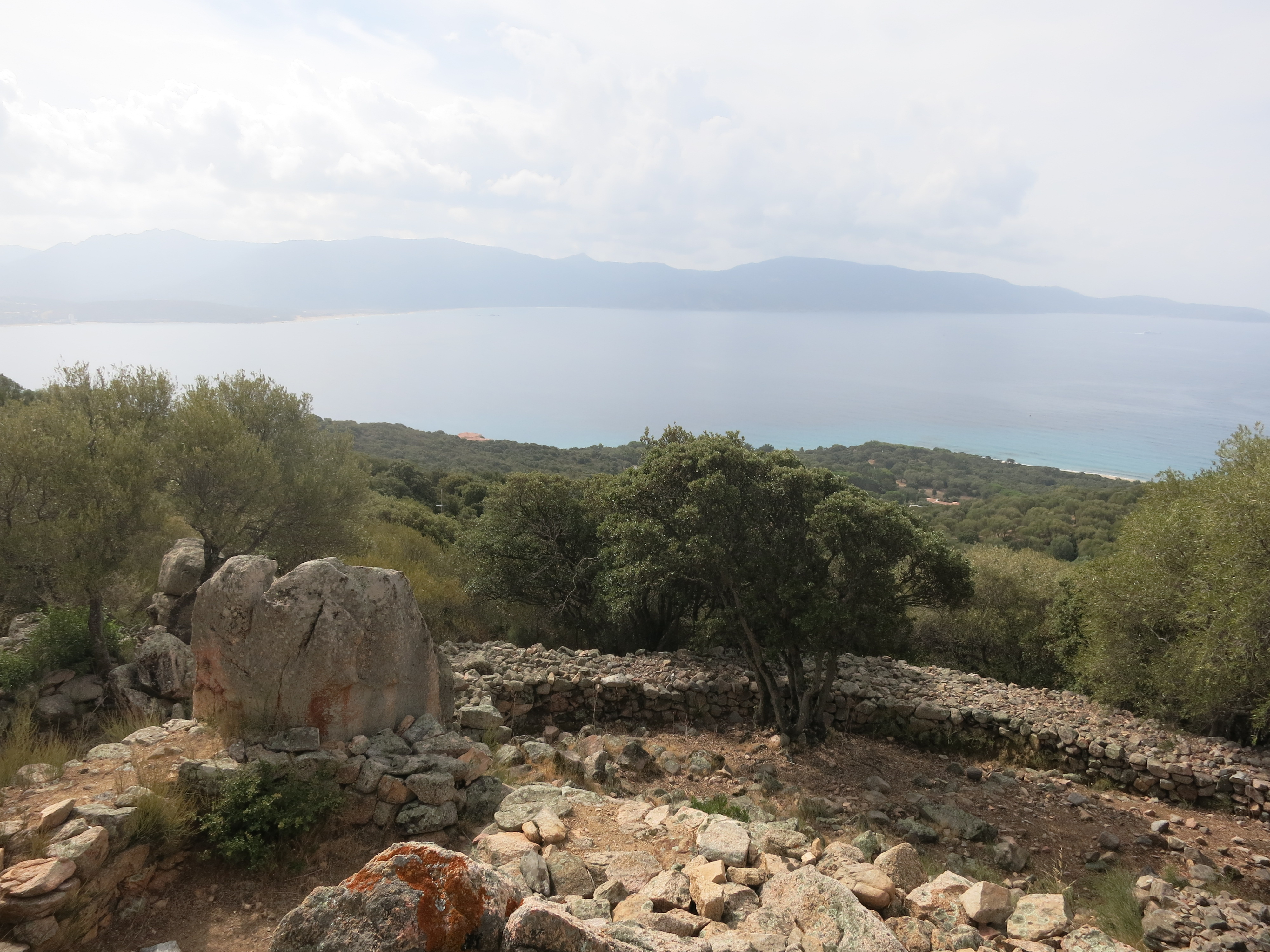
Castello di Cuntorba

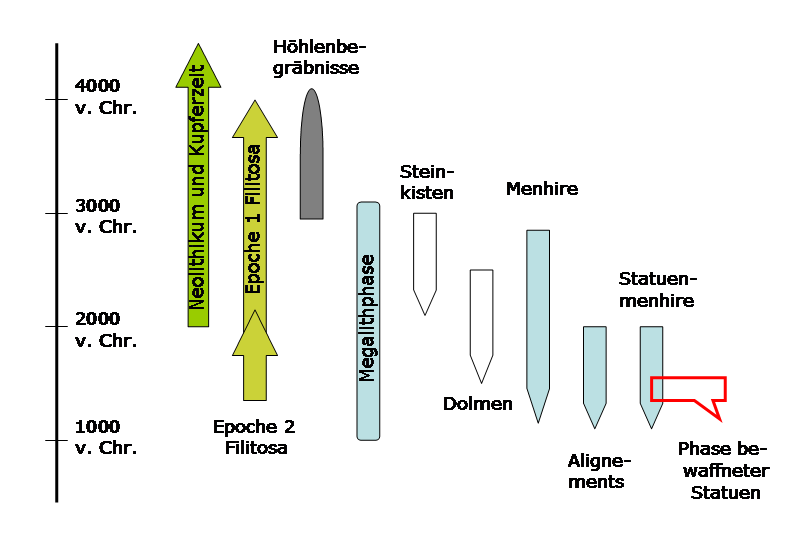
Die neolithische Phasen Korsikas und die Torre-Kultur

Das Castellu di Cuntorba (auch Castello de Cuntorba genannt) liegt in Olmeto Plage bei Propriano über dem Golf von Valinco, im Süden von Korsika in Frankreich.
Die bronzezeitliche Torre ist eine megalithische Kultstätte der Torre-Kultur und entstand etwa 1200 v. Chr.  Ein kleiner Teil der Baulichkeiten ist, wie für die Torreaner typisch, in eine natürliche Felsformation integriert. Der Komplex gliedert sich in mehrere Bereiche. Vom Boden ist es schwer, einen Überblick über den Ort zu erhalten.
Der einzige Zugang durch die annähernd ovale Ringmauer liegt im Osten. Der weitere Weg führt zwischen einem Granitblock und der Mauer durch einen Engpass. Anschließend führt er in eine polygonale Vorkammer, die die Funktion einer Wächterzelle besessen haben könnte, da von hier aus durch einen Schlitz in der Mauer der Zugang beobachtet werden konnte. Sie ist Teil des zentralen Komplexes, scheint aber eine spätere Ergänzung zu sein. Es folgt eine gebogene Gangverbindung zur zentralen Zelle. Das eigentliche Monument liegt im Norden und besteht aus einem Rundbau mit einer zentralen Zelle mit zwei Seitennischen, wie sie ähnlich auch sardische Nuraghen aufweisen. Die Ausgrabungen zeigen, dass die Torreaner zunächst das Monument errichteten. Später wurden Räume angebaut, zuletzt folgte die äußere Mauer. An der südlichen inneren Seite der Mauer sind Reste erhalten, die Wände von Gebäuden darstellen könnten.